# A Suffragette in Spite of Himself
A Suffragette in Spite of Himself è un cortometraggio muto del 1912 diretto da Ashley Miller.

## Produzione
Il film fu prodotto dalla Edison Manufacturing Company.

## Distribuzione
Distribuito dalla General Film Company, il film - un cortometraggio di 183 metri - uscì nelle sale cinematografiche statunitensi il 30 ottobre 1912. Il 2 febbraio 1913, il film venne distribuito anche nel Regno Unito.
Nelle proiezioni, veniva programmato con il sistema dello split reel, accorpato in un'unica bobina con un altro cortometraggio prodotto dalla Edison, il documentario Copper Mines at Bingham, Utah.
Il film è stato inserito dalla National Film Preservation Foundation in un'antologia su DVD dal titolo Treasures III: Social Issues in American Film (1900-1934) che è stata distribuita sul mercato USA il 16 ottobre 2007